# Municipio de Mount View
El municipio de Mount View (en inglés, Mount View Township) es un municipio del condado de Towner, Dakota del Norte, Estados Unidos. Tiene una población estimada, a mediados de 2023, de 43 habitantes.
Abarca una zona exclusivamente rural.

## Geografía
Está ubicado en las coordenadas 48°50′44″N 99°27′25″O / 48.84556, -99.45694. Según la Oficina del Censo, tiene una superficie total de 92.82 km², de los cuales 91.37 km² corresponden a tierra firme y 1.45 km² están cubiertos de agua.

## Demografía
Según el censo de 2020, en ese momento había 40 personas residiendo en la zona. La densidad de población era de 0.44 hab./km². El 97.50 % de los habitantes eran blancos y el 2.50 % era amerindio. No había hispanos o latinos viviendo en la región.